# LOL: Last One Laughing
LOL: Last One Laughing ist die deutschsprachige Adaption eines internationalen Comedy- und Reality-TV-Formats aus Japan, das in zahlreichen Ländern weltweit vom Video-on-Demand-Anbieter Prime Video angeboten wird.
Das japanische Original heißt „Hitoshi Matsumoto presents Documental“ und wird seit 2016 produziert. Der internationale Name LOL ist ein Backronym des Akronyms LOL, das eigentlich für „laughing out loud“ („laut auflachen“) steht, hier aber für „last one laughing“ („wer zuletzt lacht“) als Kombination aus der Spielvariante Last Man Standing und dem Sprichwort „Wer zuletzt lacht, lacht am besten“.
Die deutsche Version erscheint seit 2021 unter der Moderation von Michael Bully Herbig.

## Konzept

### Allgemein
Die Teilnehmer halten sich für die Dauer von sechs Stunden in der Kulisse im Stile einer großen Wohnung auf, unterhalten sich und präsentieren einander kurze Auftritte. Außerdem treten Gäste mit Comedy-Darbietungen auf. In einem Nebenraum werden sie vom Moderator beobachtet. Aufgabe der Teilnehmer ist, innerhalb der Spielzeit von sechs Stunden nicht zu lachen. Bei „Verstößen“, also wenn jemand lacht, wird das Spiel kurz vom Moderator unterbrochen. Nach zweimaligem Lachen oder Grinsen wird der betreffende Teilnehmer aus dem Spiel genommen, bleibt aber in der Sendung beim Moderator und kann außer Konkurrenz auch noch einmal auftreten. Gewonnen hat, wer am längsten oder bis zum Ende der Zeit ohne Lachen aushält.

### Internationalisierung des Konzeptes
Der erste Ableger des japanischen Originals erschien 2018 in Mexiko unter dem Namen „LOL: Last One Laughing“. 2020 folgte Australien mit „LOL: Last One Laughing Australia“, moderiert von Rebel Wilson. 2021 folgten Produktionen in Deutschland, Frankreich, Spanien, Italien und Indien. Seit 2022 gibt es die Sendung in Kanada moderiert von Jay Baruchel auf Englisch und seit 2023 eine Variante auf Französisch. 2023 folgten auch die Niederlande, Polen, Brasilien, Argentinien, Kolumbien und Nigeria. 2024 folgten Produktionen in Dänemark, Schweden, Norwegen, Irland, Mexiko, Südafrika, den Philippinen, Thailand und Indonesien. In Italien wurde zusätzlich eine Castingshow produziert („LOL Talent Show: Be Funny and You’re in!“), in der Kandidaten für die vierte italienische ausgewählt wurden.

### Deutschsprachige Produktion

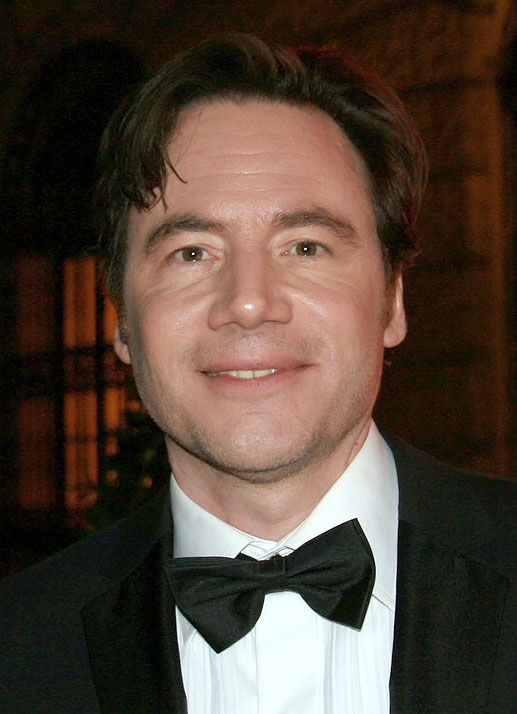
Moderator Michael Bully Herbig

Die deutsche Variante wird von Constantin Entertainment produziert und von Michael Herbig moderiert. Die Teilnehmer treten um 50.000 € Preisgeld für einen guten Zweck gegeneinander an.
Die erste Staffel erschien am 1. April 2021, die zweite am 1. Oktober 2021. Die dritte Staffel wurde am 14. April 2022 veröffentlicht. Vom 6. bis 20. April 2023 wurden wöchentlich zwei Folgen der vierten Staffel veröffentlicht. Die fünfte Staffel erschien am 28. März 2024, Außerdem erschienen 2023 ein Weihnachts- und 2024 ein Halloween-Special. Eine sechste wurde am 17. April 2025 veröffentlicht.

## Episodenliste

### Staffel 1
An der ersten Staffel nahmen Anke Engelke, Barbara Schöneberger, Carolin Kebekus, Kurt Krömer, Max Giermann, Mirco Nontschew, Rick Kavanian, Tedros Teclebrhan, Torsten Sträter und Wigald Boning teil.
Torsten Sträter ging als Gewinner der ersten Staffel hervor, wobei er am Ende den Gewinn mit Tedros Teclebrhan teilte. Je 25.000 € Preisgeld gingen damit an die SOS-Kinderdörfer (Sträter) und ein Projekt in Eritrea (Teclebrhan).

| Nr. (ges.) | Nr. (St.) | Titel                      | Gäste                         | Premiere D    | Ausgeschieden                   |
| ---------- | --------- | -------------------------- | ----------------------------- | ------------- | ------------------------------- |
| 1          | 1         | Hamster und Flöten         | —                             | 1. Apr. 2021  | —                               |
| 2          | 2         | Besser Du als ich          | Heino                         | 1. Apr. 2021  | Barbara Schöneberger            |
| 3          | 3         | Ein Ave Maria mit Folgen   | Steve Rawlings, Fabien Kachev | 8. Apr. 2021  | Kurt Krömer, Rick Kavanian      |
| 4          | 4         | Im Schneckenhaus einparken | Daniel Zillmann               | 8. Apr. 2021  | Wigald Boning, Mirco Nontschew  |
| 5          | 5         | Lach doch, lach endlich!   | —                             | 15. Apr. 2021 | Anke Engelke, Carolin Kebekus   |
| 6          | 6         | Duell der Giganten         | Martin Sieber, Fabien Kachev  | 15. Apr. 2021 | Max Giermann, Tedros Teclebrhan |

### Staffel 2
Bei der zweiten Staffel, die Ende März 2021 produziert und ab dem 1. Oktober 2021 veröffentlicht wurde, waren neben den Rückkehrern Anke Engelke, Max Giermann und Kurt Krömer als neue Teilnehmer Annette Frier, Bastian Pastewka, Klaas Heufer-Umlauf, Larissa Rieß, Martina Hill, Tahnee und Tommi Schmitt dabei.
Gewinner der zweiten Staffel war Max Giermann, der das Preisgeld von 50.000 € an die Refugee Foundation e. V. in Köln gab.
| Nr. (ges.) | Nr. (St.) | Titel                     | Gäste                          | Premiere D    | Ausgeschieden                            |
| ---------- | --------- | ------------------------- | ------------------------------ | ------------- | ---------------------------------------- |
| 7          | 1         | Der Wahnsinn geht weiter! | —                              | 1. Okt. 2021  | —                                        |
| 8          | 2         | Waschbär, Kuh und Katze   | Rick Kavanian, Michael Winslow | 1. Okt. 2021  | Tommi Schmitt, Klaas Heufer-Umlauf       |
| 9          | 3         | Küsse und Karneval        | Max Mutzke                     | 8. Okt. 2021  | Martina Hill, Larissa Rieß               |
| 10         | 4         | Pavel Pavelko Curacon     | —                              | 8. Okt. 2021  | —                                        |
| 11         | 5         | Er weiß es!               | Torsten Sträter                | 15. Okt. 2021 | Kurt Krömer, Annette Frier, Anke Engelke |
| 12         | 6         | Die Partycrasher          | Michael Winslow, Martin Sieber | 15. Okt. 2021 | Tahnee, Bastian Pastewka                 |

### Staffel 3
Noch vor Beginn der zweiten Staffel verkündete Produzent Otto Steiner, dass es eine dritte geben werde. Im November 2021 wurde die Besetzung vorgestellt: Neben den Rückkehrern Carolin Kebekus und Mirco Nontschew aus der ersten Staffel sowie Anke Engelke aus beiden Staffeln waren als neue Teilnehmer Abdelkarim, Axel Stein, Christoph Maria Herbst, Hazel Brugger, Michelle Hunziker, Olaf Schubert und Palina Rojinski dabei. Als Ausstrahlungsbeginn wurde der 14. April 2022 angekündigt.
Die dritte Staffel wurde in einem neuen Studio aufgezeichnet, welches es ermöglicht, ein Publikum einzubeziehen, das im Gegensatz zu den Protagonisten lachen durfte.
Teilnehmer Mirco Nontschew verstarb kurz nach der Aufzeichnung, ihm wurde die Staffel gewidmet.
Als Werbung für die Staffel war es online möglich, sich eine Vorschau anzusehen. Per Website wurde eine Verbindung mit der Webcam des Zuschauers hergestellt und mit Hilfe von Gesichtserkennung überprüft, ob er lacht. Beim zweiten Mal wurde die Vorschau automatisch abgebrochen.
Gewinnerin der dritten Staffel war Anke Engelke, die das Preisgeld von 50.000 € an Action medeor (Medikamentenhilfswerk) gab, um damit Projekte in Afrika zu unterstützen.
| Nr. (ges.) | Nr. (St.) | Titel                     | Gäste                                                                | Premiere D    | Ausgeschieden                                  |
| ---------- | --------- | ------------------------- | -------------------------------------------------------------------- | ------------- | ---------------------------------------------- |
| 13         | 1         | Ein Elch auf der Titanic  | —                                                                    | 14. Apr. 2022 | —                                              |
| 14         | 2         | Höck Höck im Unterholz    | Alexander Schubert, Rick Kavanian                                    | 14. Apr. 2022 | Mirco Nontschew                                |
| 15         | 3         | Eine Zitterpartie         | Hannah Herzsprung, Jorge González, Alexander Schubert, Rick Kavanian | 21. Apr. 2022 | Michelle Hunziker                              |
| 16         | 4         | Ein Kobold in Zwickau     | Max Giermann, Nicole Száraz, Rick Kavanian                           | 21. Apr. 2022 | Palina Rojinski, Hazel Brugger                 |
| 17         | 5         | Das Date in der Luftröhre | Alexander Schubert, Rick Kavanian, Elton, Martin Sieber              | 28. Apr. 2022 | Olaf Schubert, Carolin Kebekus                 |
| 18         | 6         | Die Maske fällt           | Max Giermann, Martin Sieber                                          | 28. Apr. 2022 | Axel Stein, Christoph Maria Herbst, Abdelkarim |

### Staffel 4
Noch vor Ausstrahlung der dritten Staffel verkündete der deutsche Amazon-Studios-Funktionär Philip Pratt im November 2021, dass eine vierte Staffel beschlossen sei. Offiziell bestätigt wurde sie im Mai 2022; die Veröffentlichung erfolgte ab dem 6. April 2023 auf Prime Video. Im September 2022 wurden acht der insgesamt zehn Teilnehmer bekanntgegeben: Hazel Brugger, Kurt Krömer und Martina Hill kehren aus früheren Staffeln zurück; neu dabei waren Cordula Stratmann, Elton (der zuvor als Gast auftrat), Jan van Weyde, Michael Mittermeier und Moritz Bleibtreu. Anfang Februar 2023 wurden Joko Winterscheidt und der Gewinner der zweiten Staffel Max Giermann als die letzten beiden Teilnehmer verkündet.
Als Neuerung hat jeder Teilnehmer einen „Buddy“, einen geheimen Gast, den er oder sie einmal für eine gemeinsame Performance dazuholen darf. Diese waren Olaf Schubert für Jan van Weyde, Rea Garvey für Michael Mittermeier und Joko Winterscheidt für Hazel Brugger.
Sieger der vierten Staffel waren Michael Mittermeier und Kurt Krömer. Sie teilten sich das Preisgeld, wobei 25.000 € an das Varieté Scheinbar in Berlin (Krömer) und je 12.500 € an das Waisenhaus Vulamasango in Kapstadt und die Stiftung Saving an Angel (Mittermeier) gingen.
| Nr. (ges.) | Nr. (St.) | Titel                                    | Gäste                                                                                          | Premiere D    | Ausgeschieden                              |
| ---------- | --------- | ---------------------------------------- | ---------------------------------------------------------------------------------------------- | ------------- | ------------------------------------------ |
| 19         | 1         | Focus, Diggi! Focus!                     | —                                                                                              | 6. Apr. 2023  | —                                          |
| 20         | 2         | Shu Shu Shu                              | Anke Engelke, Bastian Pastewka                                                                 | 6. Apr. 2023  | —                                          |
| 21         | 3         | Der Bär und die Flöte                    | —                                                                                              | 13. Apr. 2023 | Joko Winterscheidt, Moritz Bleibtreu       |
| 22         | 4         | Gefühle sind kein Fleischersatz          | Anke Engelke, Bastian Pastewka, Olaf Schubert, Rea Garvey, John Cleese, Rick Kavanian (Stimme) | 13. Apr. 2023 | Cordula Stratmann                          |
| 23         | 5         | Wer Spargel sticht, wird Rollmops ernten | Anke Engelke, Bastian Pastewka                                                                 | 20. Apr. 2023 | Elton, Martina Hill                        |
| 24         | 6         | Wer hat die Möwe reingelassen?           | Anke Engelke, Bastian Pastewka, Martin Sieber                                                  | 20. Apr. 2023 | Max Giermann, Jan van Weyde, Hazel Brugger |

### Weihnachtsspecial
Im September 2023 wurde ein Weihnachtsspecial für Ende des Jahres angekündigt. Die Teilnehmer, welche alle bereits in früheren Staffeln mitwirkten, treten für drei Stunden in Zweierteams gegeneinander an: Anke Engelke & Bastian Pastewka, Carolin Kebekus & Teddy Teclebrhan, Martina Hill & Kurt Krömer und auch Michelle Hunziker & Rick Kavanian. Das Special erschien am 22. Dezember.
Sieger des Weihnachtsspecials waren Anke Engelke und Bastian Pastewka, die ihr gemeinsames Preisgeld von 50.000 € an Action medeor gaben, um damit Projekte in Afrika zu unterstützen.
| Nr. (ges.) | Nr. (St.) | Titel                                    | Gäste                           | Premiere D    | Ausgeschieden                                                  |
| ---------- | --------- | ---------------------------------------- | ------------------------------- | ------------- | -------------------------------------------------------------- |
| 25         | 1         | Gebete und Orangensaft                   | Steve Rawlings, Torsten Jerabek | 22. Dez. 2023 | —                                                              |
| 26         | 2         | Das schönste Weihnachtsfest aller Zeiten | Siegfried & Joy                 | 22. Dez. 2023 | Michelle Hunziker & Rick Kavanian                              |
| 27         | 3         | Ich sag Santa, du sagst Claus!           | Steve Rawlings                  | 22. Dez. 2023 | Carolin Kebekus & Teddy Teclebrhan, Martina Hill & Kurt Krömer |

### Staffel 5
Die fünfte Staffel erschien vom 28. März bis zum 11. April 2024. Teilnehmer waren die Rückkehrer Hazel Brugger, Olaf Schubert und Torsten Sträter und als Neulinge die Komiker Mirja Boes, Meltem Kaptan, Michael Kessler, Ralf Schmitz und Otto Waalkes sowie zusätzlich Elyas M’Barek und Ina Müller.
Gewinnerin der fünften Staffel war Mirja Boes, die das Preisgeld am Ende mit dem Zweitplatzierten Ralf Schmitz teilte. Je 25.000 € gingen damit an die Aktionsgemeinschaft Viersen-West-Afrika (Boes) und an das Familienhaus Bonn (Schmitz).
| Nr. (ges.) | Nr. (St.) | Titel                      | Gäste                                       | Premiere D    | Ausgeschieden                                 |
| ---------- | --------- | -------------------------- | ------------------------------------------- | ------------- | --------------------------------------------- |
| 28         | 1         | Zwitschi Zwotschi          | Hugo Egon Balder                            | 28. März 2024 | Ina Müller                                    |
| 29         | 2         | Die blaue Hand             | Blue Man Group                              | 28. März 2024 | Elyas M’Barek                                 |
| 30         | 3         | Feel the Akkuschrauber     | Rick Kavanian, Blue Man Group, Martina Hill | 4. Apr. 2024  | –                                             |
| 31         | 4         | Oma hängt mit drin         | Takeo Ischi                                 | 4. Apr. 2024  | Otto Waalkes, Meltem Kaptan                   |
| 32         | 5         | Freshe News & Weltpremiere | Susanne Daubner, Takeo Ischi                | 11. Apr. 2024 | Torsten Sträter, Hazel Brugger, Olaf Schubert |
| 33         | 6         | Lofoten hoch!              | Martin Sieber                               | 11. Apr. 2024 | Michael Kessler, Ralf Schmitz                 |

### Halloween-Special
Beim Halloween-Special im Oktober 2024 traten wie beim Weihnachtsspecial drei Stunden lang vier Zweierteams gegeneinander an. Diese waren Paare aus den bisherigen Gewinnern Mirja Boes und Torsten Sträter, den Rückkehrern Palina Rojinski und Olaf Schubert, ein gemischtes Team aus Rückkehrerin Annette Frier und Neuling Sasha sowie die Kaulitz-Brüder Bill und Tom, die Sieger wurden und das Geld an die IFAW gespendet haben.
| Nr. (ges.) | Nr. (St.) | Titel                 | Gäste                                             | Premiere D    | Ausgeschieden                                       |
| ---------- | --------- | --------------------- | ------------------------------------------------- | ------------- | --------------------------------------------------- |
| 34         | 1         | Ketchup aus Hollywood | Paul Potts                                        | 21. Okt. 2024 | —                                                   |
| 35         | 2         | Bist du mein Papa     | Iwan Küchenberg, Joachim Villegas, Igor Da Paixao | 21. Okt. 2024 | Palina Rojinski & Olaf Schubert                     |
| 36         | 3         | Das letzte Häschen    | Sebastian Fitzek, Ralf Schmitz                    | 21. Okt. 2024 | Annette Frier & Sasha, Mirja Boes & Torsten Sträter |

### Staffel 6
Die sechste Staffel erschien zwischen dem 17. April und dem 1. Mai 2025. Teilnehmer der sechsten Staffel waren die Rückkehrer Hazel Brugger und Ralf Schmitz sowie Ariane Alter, Helene Bockhorst, Florian David Fitz, Lutz van der Horst, Till Reiners, Riccardo Simonetti, Jürgen Vogel und Giovanni Zarrella.
Sieger der sechsten Staffel war Ralf Schmitz, der das Preisgeld von 50.000 € an das Familienhaus Bonn spendete.
| Nr. (ges.) | Nr. (St.) | Titel                      | Gäste                                                        | Premiere D    | Ausgeschieden                                        |
| ---------- | --------- | -------------------------- | ------------------------------------------------------------ | ------------- | ---------------------------------------------------- |
| 37         | 1         | Grüße aus Bad Kicher-Nich  | Martin Sieber, Siegfried & Joy                               | 17. Apr. 2025 | –                                                    |
| 38         | 2         | Ein Freundlichkeitsmolekül | –                                                            | 17. Apr. 2025 | Florian David Fitz                                   |
| 39         | 3         | Wir fahren nach Mendocino  | Matthias Matschke, Michael Holm, Jan van Weyde               | 24. Apr. 2025 | Riccardo Simonetti, Till Reiners, Jürgen Vogel       |
| 40         | 4         | Are you ready to ROFL?     | Martin Sieber, Jan van Weyde, Rolando Villazón               | 24. Apr. 2025 | Ariane Alter, Helene Bockhorst                       |
| 41         | 5         | Zehn, Neun, Acht…          | Martin Sieber, Siegfried & Joy, Matthias Matschke            | 1. Mai 2025   | –                                                    |
| 42         | 6         | Kartoffel auf die 1        | Wigald Boning, Siegfried & Joy, Marti Fischer, Jan van Weyde | 1. Mai 2025   | Hazel Brugger, Lutz van der Horst, Giovanni Zarrella |

## Teilnehmer
| Teilnehmer             | Staffel 1 (2021) | Staffel 2 (2021) | Staffel 3 (2022) | Staffel 4 (2023) | Staffel 5 (2024) | Staffel 6 (2025) | Special 1 (2023) | Special 2 (2024) |
| ---------------------- | ---------------- | ---------------- | ---------------- | ---------------- | ---------------- | ---------------- | ---------------- | ---------------- |
| Abdelkarim             |                  |                  | 2.               |                  |                  |                  |                  |                  |
| Anke Engelke           | 5.               | 4.               | Siegerin         | Gast             |                  |                  | Siegerin         |                  |
| Annette Frier          |                  | 5.               |                  |                  |                  |                  |                  | 3.               |
| Ariane Alter           |                  |                  |                  |                  |                  | 6.               |                  |                  |
| Axel Stein             |                  |                  | 4.               |                  |                  |                  |                  |                  |
| Barbara Schöneberger   | 10.              |                  |                  |                  |                  |                  |                  |                  |
| Bastian Pastewka       |                  | 2.               |                  | Gast             |                  |                  | Sieger           |                  |
| Bill Kaulitz           |                  |                  |                  |                  |                  |                  |                  | Sieger           |
| Carolin Kebekus        | 4.               |                  | 5.               |                  |                  |                  | 3.               |                  |
| Christoph Maria Herbst |                  |                  | 3.               |                  |                  |                  |                  |                  |
| Cordula Stratmann      |                  |                  |                  | 8.               |                  |                  |                  |                  |
| Elton                  |                  |                  | Gast             | 7.               |                  |                  |                  |                  |
| Elyas M’Barek          |                  |                  |                  |                  | 9.               |                  |                  |                  |
| Florian David Fitz     |                  |                  |                  |                  |                  | 10.              |                  |                  |
| Giovanni Zarrella      |                  |                  |                  |                  |                  | 2.               |                  |                  |
| Hazel Brugger          |                  |                  | 7.               | 3.               | 5.               | 4.               |                  |                  |
| Helene Bockhorst       |                  |                  |                  |                  |                  | 5.               |                  |                  |
| Ina Müller             |                  |                  |                  |                  | 10.              |                  |                  |                  |
| Jan van Weyde          |                  |                  |                  | 4.               |                  | Gast             |                  |                  |
| Joko Winterscheidt     |                  |                  |                  | 10.              |                  |                  |                  |                  |
| Jürgen Vogel           |                  |                  |                  |                  |                  | 7.               |                  |                  |
| Klaas Heufer-Umlauf    |                  | 9.               |                  |                  |                  |                  |                  |                  |
| Kurt Krömer            | 9.               | 6.               |                  | Sieger           |                  |                  | 2.               |                  |
| Larissa Rieß           |                  | 7.               |                  |                  |                  |                  |                  |                  |
| Lutz van der Horst     |                  |                  |                  |                  |                  | 3.               |                  |                  |
| Martina Hill           |                  | 8.               |                  | 6.               | Gast             |                  | 2.               |                  |
| Max Giermann           | 3.               | Sieger           | Gast             | 5.               |                  |                  |                  |                  |
| Meltem Kaptan          |                  |                  |                  |                  | 7.               |                  |                  |                  |
| Michael Kessler        |                  |                  |                  |                  | 3.               |                  |                  |                  |
| Michael Mittermeier    |                  |                  |                  | Sieger           |                  |                  |                  |                  |
| Michelle Hunziker      |                  |                  | 9.               |                  |                  |                  | 4.               |                  |
| Mirco Nontschew        | 6.               |                  | 10.              |                  |                  |                  |                  |                  |
| Mirja Boes             |                  |                  |                  |                  | Siegerin         |                  |                  | 2.               |
| Moritz Bleibtreu       |                  |                  |                  | 9.               |                  |                  |                  |                  |
| Olaf Schubert          |                  |                  | 6.               | Gast             | 4.               |                  |                  | 4.               |
| Otto Waalkes           |                  |                  |                  |                  | 8.               |                  |                  |                  |
| Palina Rojinski        |                  |                  | 8.               |                  |                  |                  |                  | 4.               |
| Ralf Schmitz           |                  |                  |                  |                  | 2.               | Sieger           |                  | Gast             |
| Riccardo Simonetti     |                  |                  |                  |                  |                  | 9.               |                  |                  |
| Rick Kavanian          | 8.               | Gast             | Gast             | Gast             | Gast             |                  | 4.               |                  |
| Sasha                  |                  |                  |                  |                  |                  |                  |                  | 3.               |
| Tahnee                 |                  | 3.               |                  |                  |                  |                  |                  |                  |
| Tedros Teclebrhan      | 2.               |                  |                  |                  |                  |                  | 3.               |                  |
| Till Reiners           |                  |                  |                  |                  |                  | 8.               |                  |                  |
| Tom Kaulitz            |                  |                  |                  |                  |                  |                  |                  | Sieger           |
| Tommi Schmitt          |                  | 10.              |                  |                  |                  |                  |                  |                  |
| Torsten Sträter        | Sieger           | Gast             |                  |                  | 6.               |                  |                  | 2.               |
| Wigald Boning          | 7.               |                  |                  |                  |                  | Gast             |                  |                  |

Die Gewinner der Staffeln
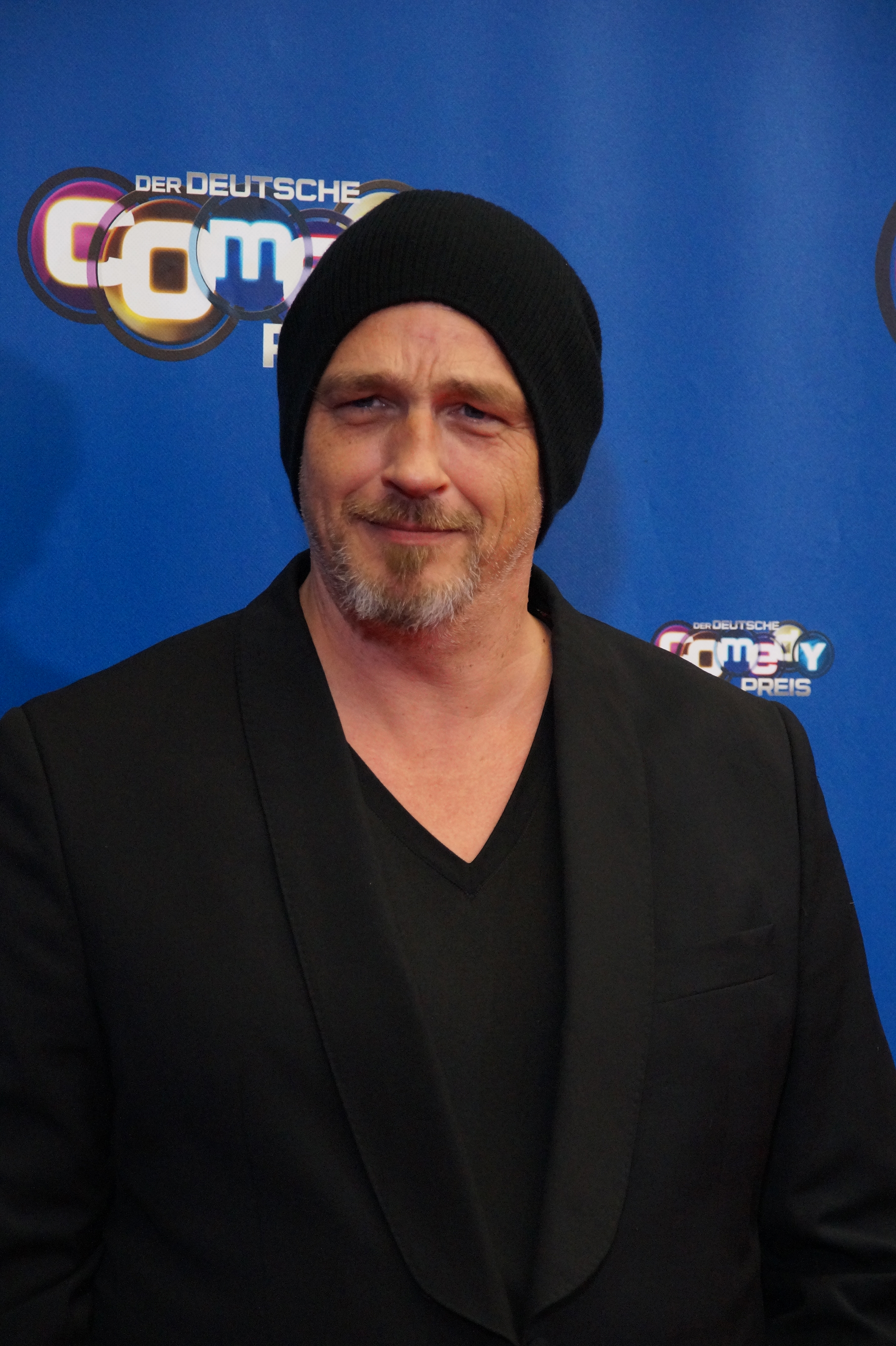
Torsten Sträter (1)
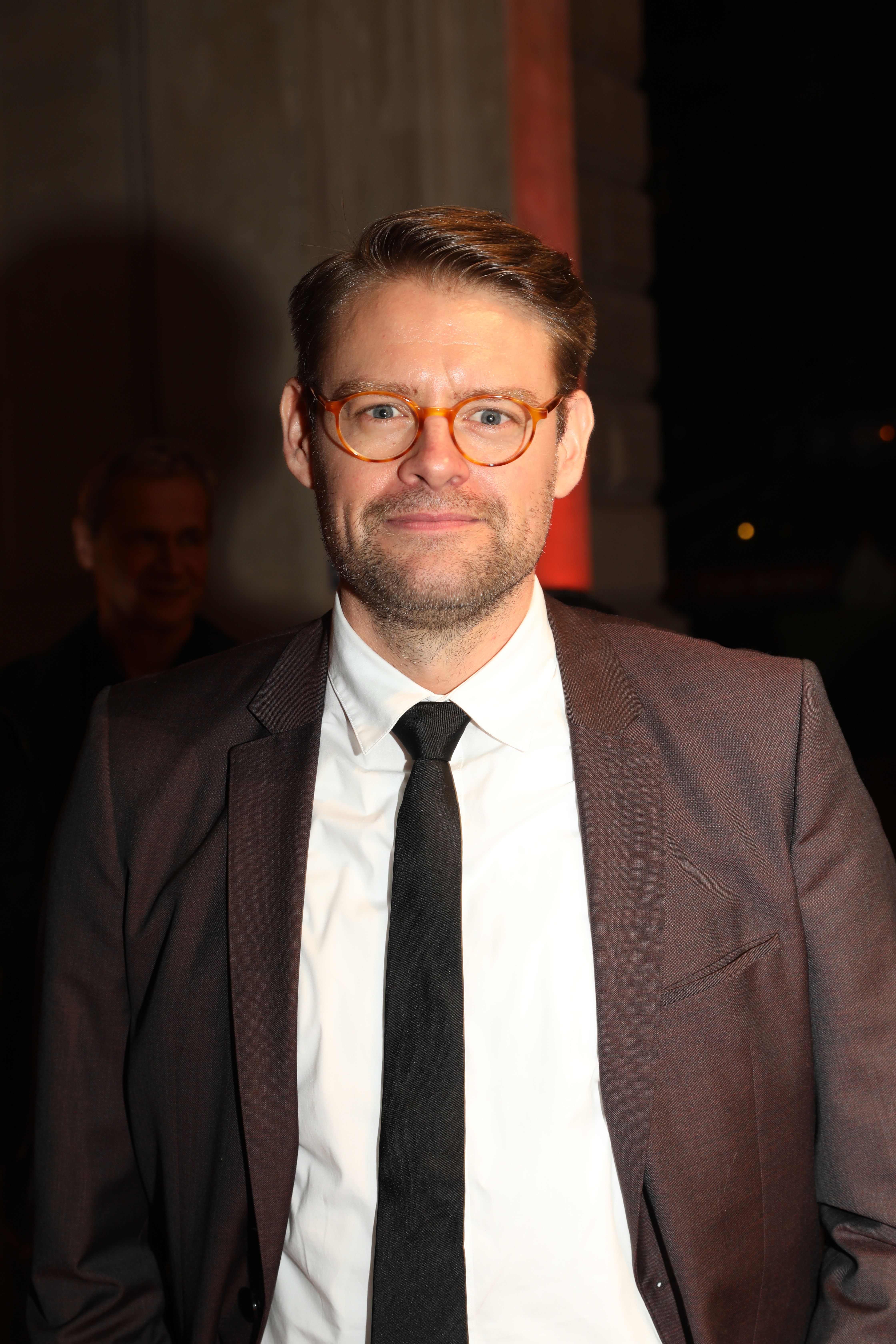
Max Giermann (2)
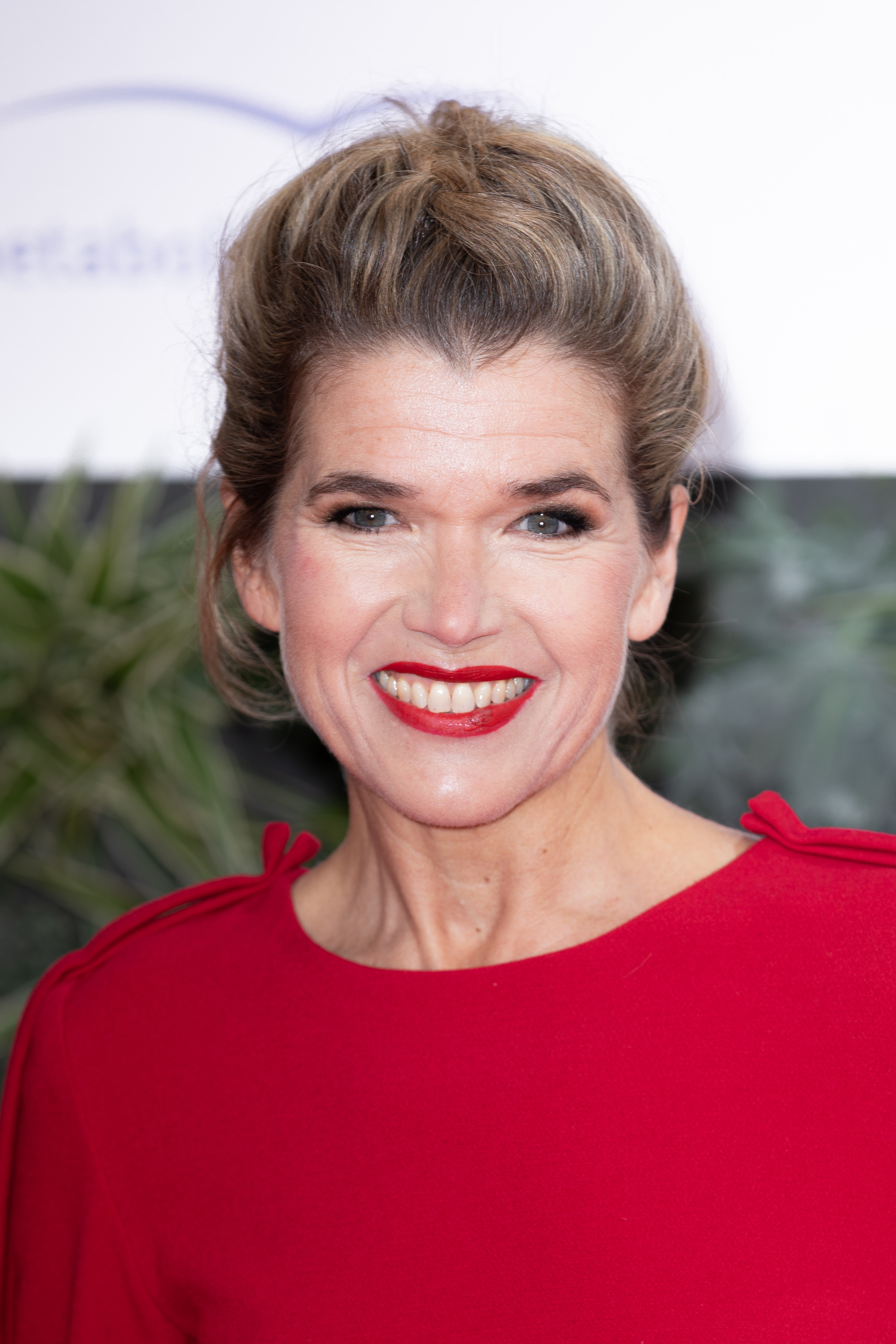
Anke Engelke (3 + Weihnachten)
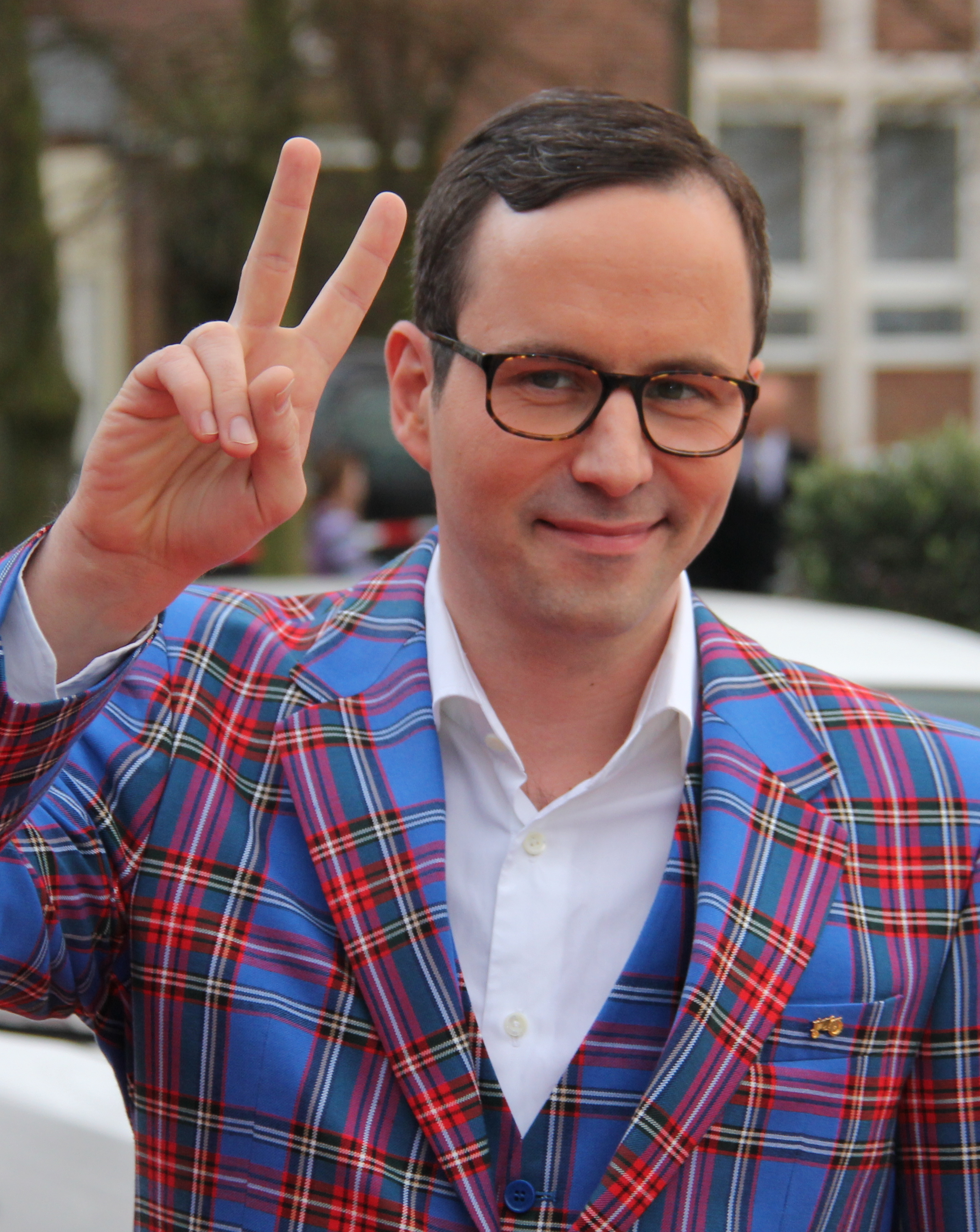
Kurt Krömer (4)
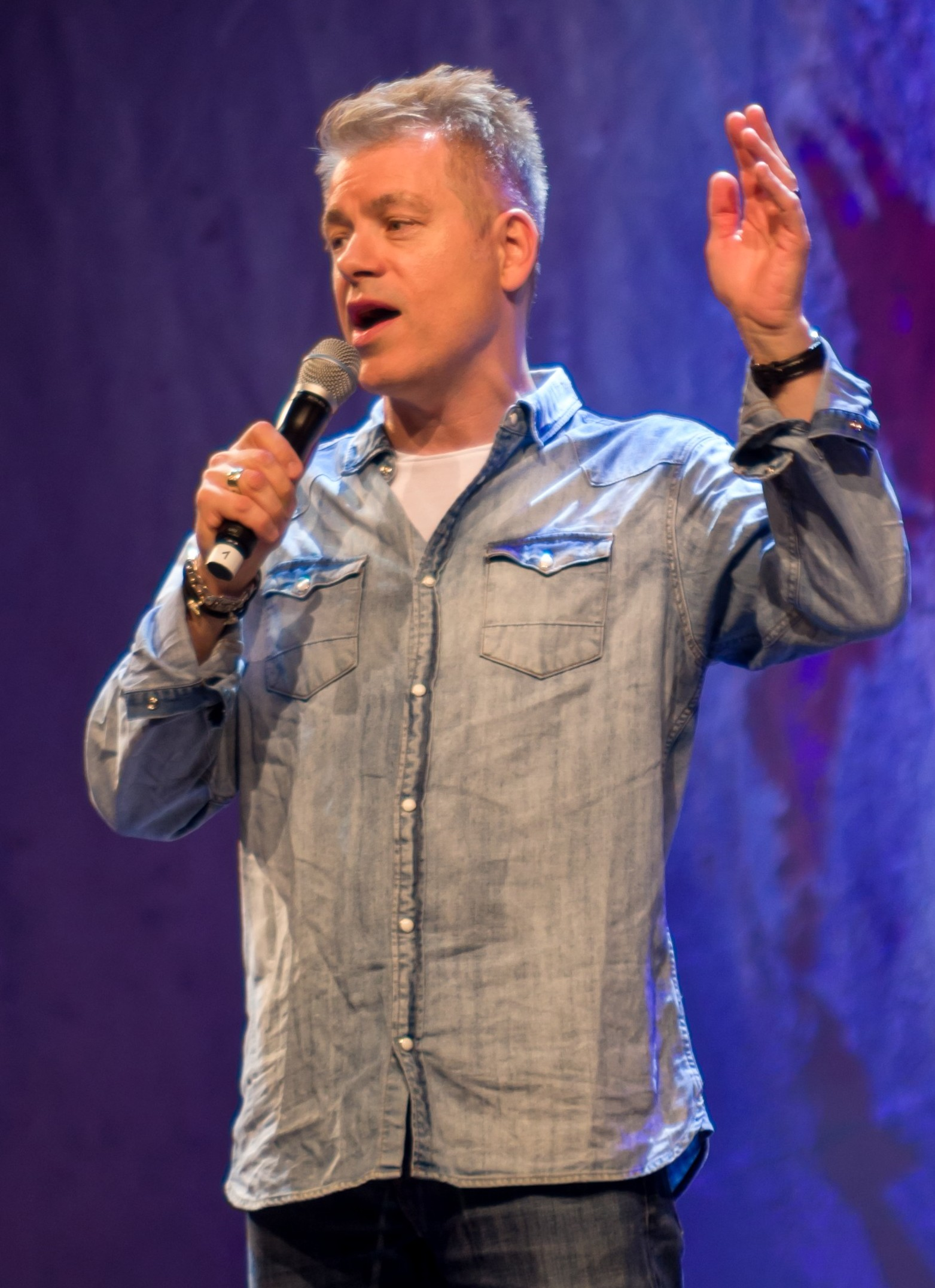
Michael Mittermeier (4)
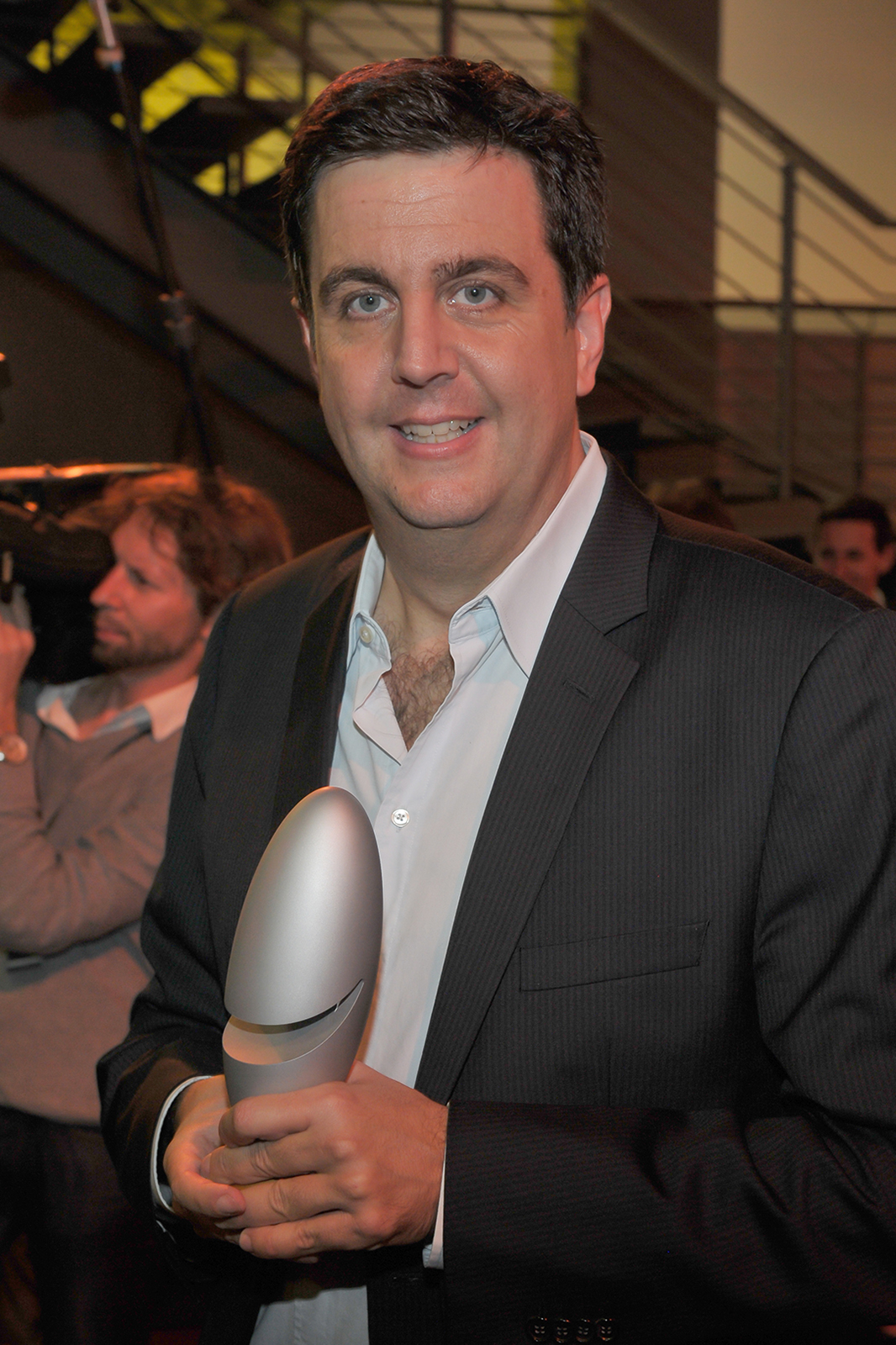
Bastian Pastewka (Weihnachten)
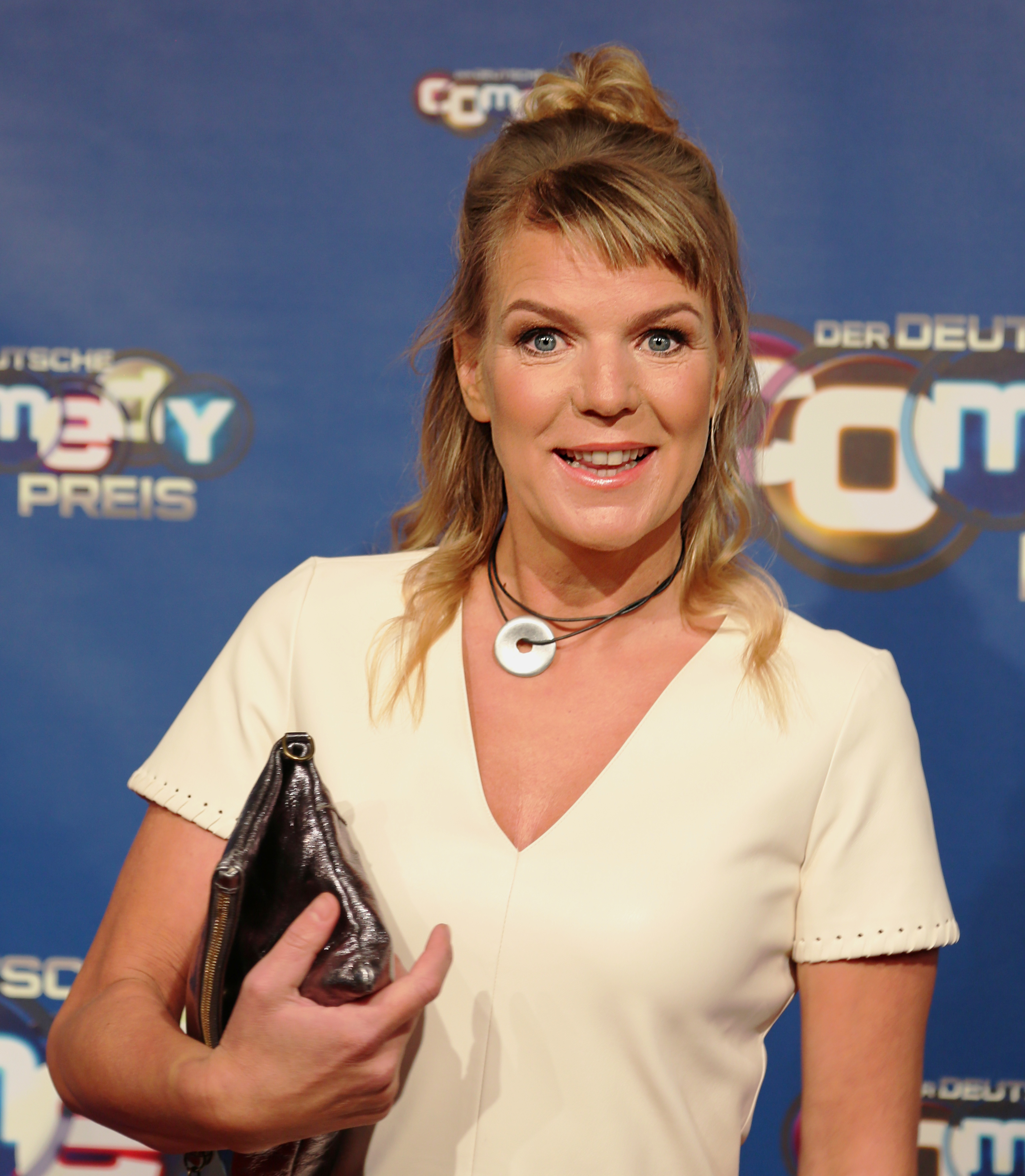
Mirja Boes (5)
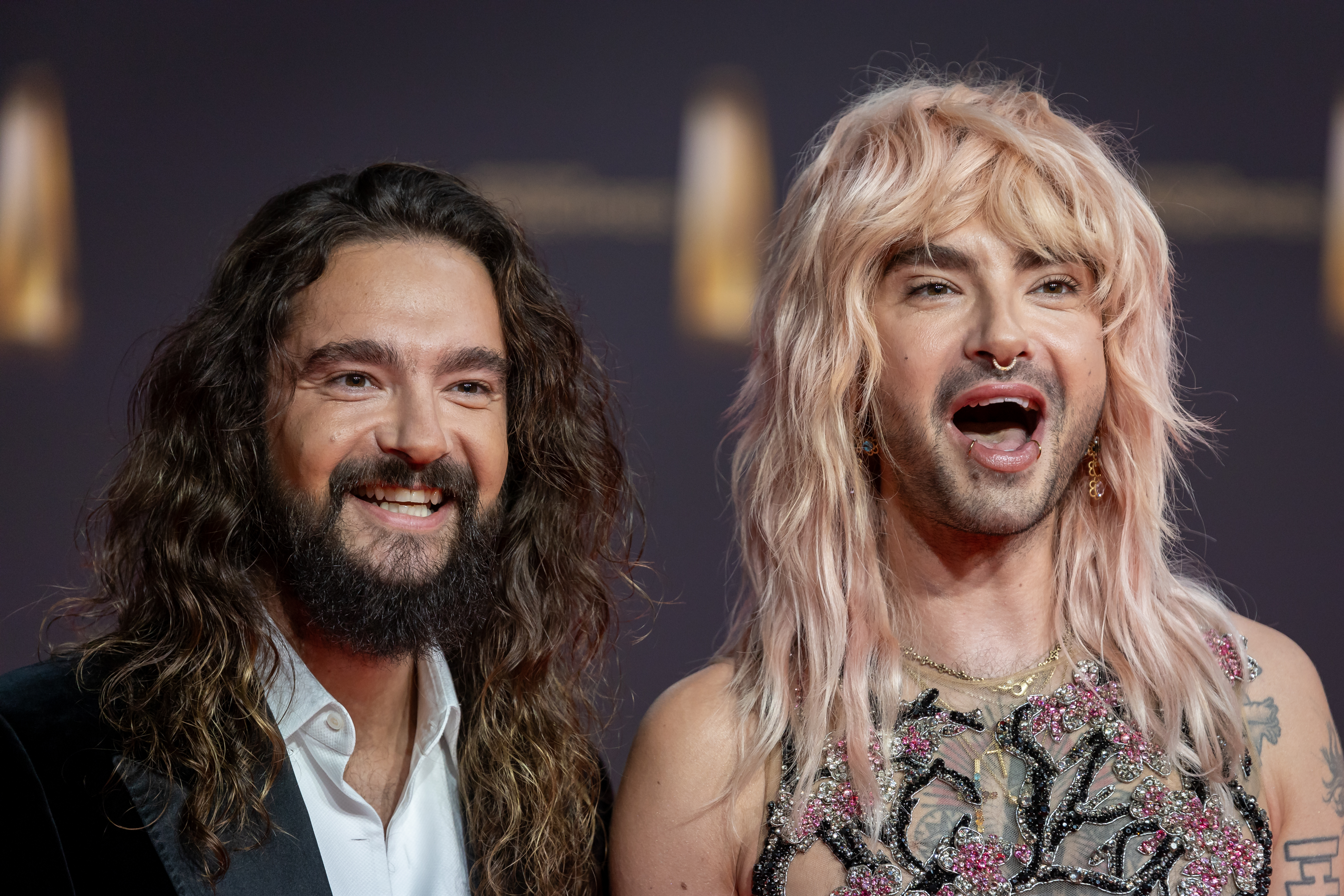
Tom und Bill Kaulitz (Halloween)
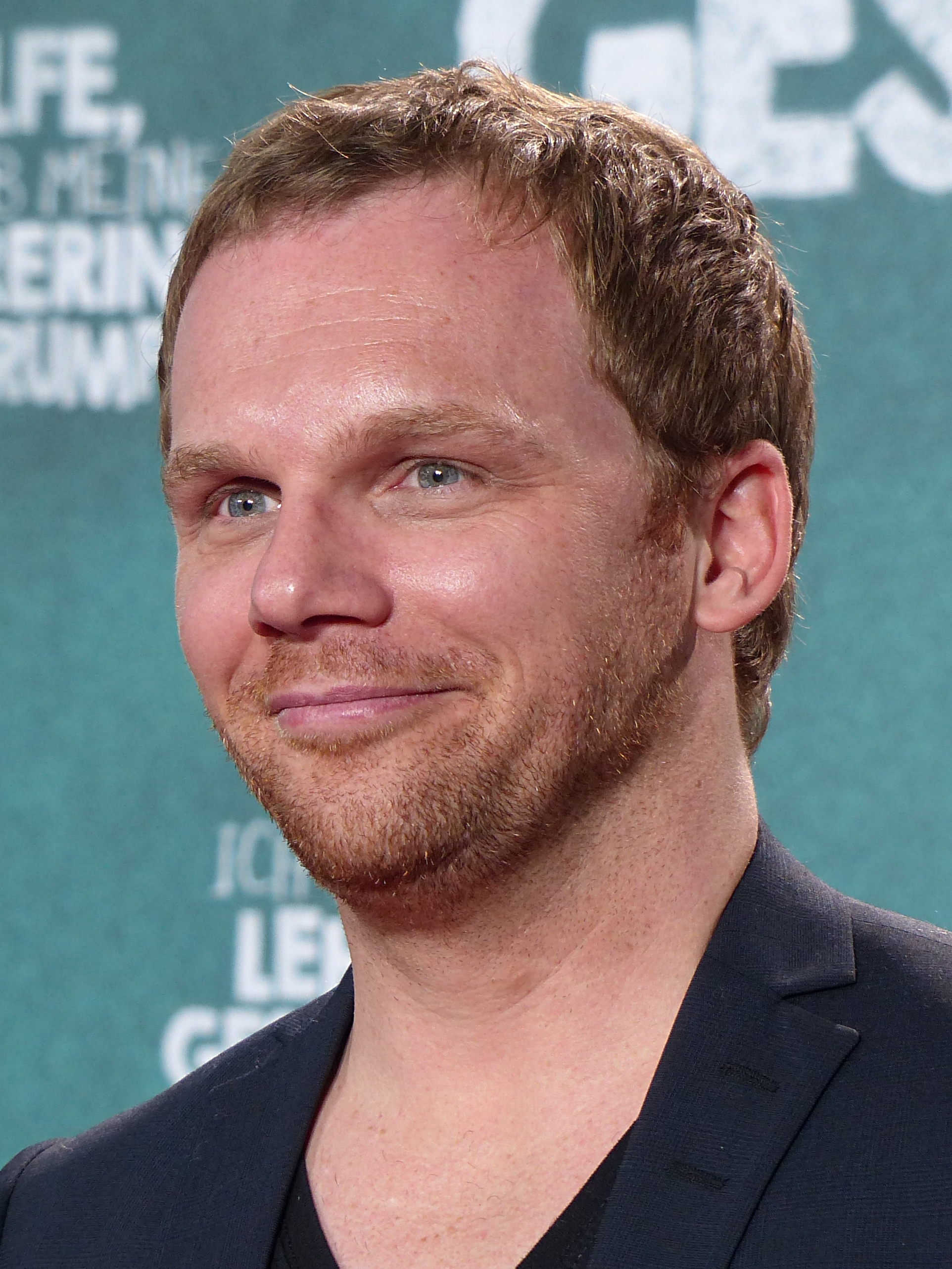
Ralf Schmitz (6)

## Rezeption
Die erste Staffel wurde mit 4,5/5 Sternen auf Prime Video überwiegend positiv bewertet. Auch renommierte Zeitschriften rezipierten größtenteils positiv.
Daniel Gerhardt konstatierte auf Zeit Online hingegen, dass die Comedians einander nicht entzaubern würden, „sondern die deutsche Erfolgscomedy entzaubert einmal mehr sich selbst“.

### Auszeichnungen
- 2021: Deutscher Comedypreis in der Kategorie Beste Comedyshow

## Trivia
2023 veröffentlichte Ravensburger das Partyspiel Last one Laughing – Das Spiel.